# Порт-Гедленд
Порт-Гедленд (англ. Port Hedland) — місто в Австралії, знаходиться на північному заході штату Західна Австралія.
Знаходиться на відстані 1322 км від Перта. Населення міста в 2006 році становило 11557 осіб. Місто є найбільшим вантажним портом Австралії та входить у список найбільших портів світу за вантажообігом. Завдяки своєму географічному положенню місто ідеально підходить для вивозу залізної руди, яка видобувається неподалік, на сході та півдні від міста. Також неподалік міста видобуваються з морських родовищ природний газ, морська сіль та марганцеві руди. Раніше основним доходом міста було тваринництво, але його вплив поступово знизився.

## Клімат
Місто знаходиться у зоні, котра характеризується пустельним кліматом. Найтепліший місяць — січень із середньою температурою 31.1 °C (88 °F). Найхолодніший місяць — липень, із середньою температурою 19.4 °С (67 °F).
| Клімат Порт-Гедленда    | Клімат Порт-Гедленда | Клімат Порт-Гедленда | Клімат Порт-Гедленда | Клімат Порт-Гедленда | Клімат Порт-Гедленда | Клімат Порт-Гедленда | Клімат Порт-Гедленда | Клімат Порт-Гедленда | Клімат Порт-Гедленда | Клімат Порт-Гедленда | Клімат Порт-Гедленда | Клімат Порт-Гедленда | Клімат Порт-Гедленда |
| Показник                | Січ.                 | Лют.                 | Бер.                 | Квіт.                | Трав.                | Черв.                | Лип.                 | Серп.                | Вер.                 | Жовт.                | Лист.                | Груд.                | Рік                  |
| Абсолютний максимум, °C | 47                   | 47                   | 44                   | 42                   | 38                   | 34                   | 33                   | 36                   | 41                   | 43                   | 47                   | 47                   | 47                   |
| Середній максимум, °C   | 36                   | 36                   | 36                   | 35                   | 30                   | 27                   | 26                   | 28                   | 32                   | 34                   | 36                   | 36                   | 33                   |
| Середня температура, °C | 31                   | 31                   | 30                   | 28                   | 23                   | 20                   | 19                   | 21                   | 23                   | 26                   | 28                   | 30                   | 26                   |
| Середній мінімум, °C    | 25                   | 25                   | 24                   | 21                   | 17                   | 13                   | 12                   | 12                   | 15                   | 17                   | 21                   | 23                   | 18                   |
| Абсолютний мінімум, °C  | 18                   | 16                   | 15                   | 12                   | 7                    | 4                    | 3                    | 3                    | 8                    | 11                   | 12                   | 16                   | 3                    |
| Норма опадів, мм        | 50                   | 90                   | 40                   | 20                   | 20                   | 20                   | 10                   | 0                    | 0                    | 0                    | 0                    | 10                   | 300                  |
| Днів з дощем            | 5                    | 6                    | 10                   | 8                    | 8                    | 4                    | 2                    | 1                    | 0                    | 0                    | 0                    | 2                    | 50                   |
| Вологість повітря, %    | 61                   | 63                   | 58                   | 51                   | 51                   | 54                   | 56                   | 53                   | 51                   | 51                   | 53                   | 60                   | 55                   |
| ----------------------- | -------------------- | -------------------- | -------------------- | -------------------- | -------------------- | -------------------- | -------------------- | -------------------- | -------------------- | -------------------- | -------------------- | -------------------- | -------------------- |
| Джерело: Weatherbase    |                      |                      |                      |                      |                      |                      |                      |                      |                      |                      |                      |                      |                      |

## Відомі особистості
В поселенні народився:
- Олівер Джефферс (1977) — північноірландський художник, ілюстратор та письменник.